# Mandeep Kaur
Mandeep Kaur (née le 19 avril 1988 à Jagadhri, Haryana) est une athlète indienne, spécialiste du 400 m.
Elle remporte le titre des Jeux asiatiques de 2014 à Incheon sur le relais 4 x 400 m. Elle avait remporté la médaille d'or du même relais lors des Jeux du Commonwealth de 2010.